# Чвинта
Чвинта (груз. ჭვინთა) — село в Грузии, на территории Ахалцихского муниципалитета края (мхаре) Самцхе-Джавахети.

## География
Село находится в южной части Грузии, в верховьях реки Чвинта-Геле (левый приток Куры), на расстоянии приблизительно 7 километров (по прямой) к северо-северо-западу от города Ахалцихе, административного центра муниципалитета. Абсолютная высота — 1388 метров над уровнем моря.

## Население
По результатам официальной переписи населения 2014 года, в Чвинте проживал 241 человек (124 мужчины и 117 женщин). В национальной структуре населения грузины составляли 99,6 %, русские — 0,4 %.
| Год  | Население, человек |
| ---- | ------------------ |
| 2002 | 316                |
| 2014 | ↘ 241              |